# Lady Bouvier's Lover
Lady Bouvier's Lover är avsnitt 21 från säsong fem av Simpsons och sändes på Fox i USA den 12 maj 1994. I avsnittet förälskar sig Abraham Simpson i Marges mor, Jacqueline Bouvier och de börjar dejta. Men då besöker en dansklubb tar Mr. Burns henne ifrån honom och de tänker gifta sig. Avsnittet skrevs av Bill Oakley och Josh Weinstein, och regisserades av Wes Archer. Avsnittet spelades in i oktober 1993. Avsnittet har flera kulturella referenser till filmer som Guldfeber och Mandomsprovet och till låtar som "Moonlight serenade" och "Sing, Sing, Sing". Avsnittet har fått blandade recensioner från TV-kritikerna. Avsnittet fick en Nielsen ratings på 10.0 och var det tredje mest sedda programmet på Fox under veckan. Phil Hartman gästskådespelar som Troy McClure.

## Handling
Hela familjen Simpson är samlade för att fira Maggies första födelsedag. På festen känner sig Abraham ensam och uttråkad så Marge föreslår att han kan gå ut med hennes mor, Jacqueline Bouvier. Så småningom blir det äldre paret förälskad vilket upprör Homer eftersom om de gifte sig skulle han och Marge vara bror och syster och barnen skulle se ut som freaks. För att imponera på Marges mamma går Abraham ut på en klubb med Jacqueline där Mr. Burns stjäl henne ifrån honom vilket gör Abraham förtvivlad. Mr Burns blir kär i Mrs. Bouvier och de förlovar sig. Bart köper en animation cell av  Itchy & Scratchy  för 350 dollar med hjälp av en av Homers kreditkort. Cellen visar sig vara värdelös och för att betala tillbaka till Homer utpressar han Mr. Burns på 350 dollar då han kommer på besök.
Det är bröllopsdagen och Mr. Burns och Marges mamma ska gifta sig. Men Abraham kommer in under ceremonin och ber Mrs. Bouvier att gifta sig med honom i stället för Mr. Burns. Hon berättar att hon inte tänker gifta sig med någon av de vilket duger för Abraham och tar tag i henne och hoppar upp på en buss.

## Produktion
Avsnittet skrevs av Bill Oakley och Josh Weinstein, och regisserades av Wes Archer. Avsnittet kom till efter de kom på att serien har många äldre karaktärer, som författarna tyckte är unikt för TV så de ville lyfta fram dessa rollfigurer. Ursprungligen skulle avsnittet vara en parodi på Lida. En av idéerna var att farfar skulle blir skadad på Mr. Burns egendom och blir kvar där, vilket gör att farfar tror att Mr. Burns vill döda honom. Det manuset blev över 85 sidor långt.
Avsnittet spelades in hos Darryl F. Zanuck på 20th Century Fox i West Los Angeles på en måndag i oktober 1993. Innan inspelningen gjordes en bordsläsning och författarna ändrade manuset baserat på skådespelarnas reaktioner. Enligt Mirkin var avsnittet jobbigt för Julie Kavner som fick spela fyra röster. Phil Hartman gästskådespelar som Troy McClure.

## Kulturella referenser
Titeln är en parodi på Lady Chatterleys älskare . Abraham blir upptäckt två gånger av advokater för stjäla andra idéer som Charlie Chaplin och Jimmy Durante. Abraham bankar på ett fönster i kyrkan och ropar "Mrs. Bouvier" och bussresan med de båda är referenser till filmen Mandomsprovet. Avslutningslåten är en parodi på "The Sound of Silence". Mrs. Bouvier säger att hennes vänner, Zelda Fitzgerald, Frances Farmer och Sylvia Plath var avundsjuka på hennes utseende, och det drev dem till vansinne. Alla tre kvinnor gjorde självmord. Mrs. Bouvier favoritlåt är "Moonlight serenade". Musiken som Mr. Burns och Mrs Bouvier dansar till är "Sing, Sing, Sing".  Bart och Lisa sjunger i avsnittet en reklamjingel från 1980 för Armour and Company och senare sjunger hela familjen utom Lisa låten Chicken Tonight.

## Mottagning
Avsnittet hamnade på plats 50 över mest sedda program med en Nielsen ratings på 10.0 och var det tredje mest sedda på Fox under veckan. Hos DVD Movie Guide har Colin Jacobson kallat avsnittet för ett generellt bra avsnitt men inte en av årets bästa. Han gillar inte Marges mor och anser att hon är en av seriens mindre intressanta karaktärer, vilket förmodligen är anledningen till att hon är med så sällan, däremot är farfar alltid rolig och det är trevligt att se honom med ett glatt humör, åtminstone för en stund.
Patrick Bromley på DVD Verdict gav avsnittet betyg B och har sagt att han aldrig varit särskilt intresserad av avsnitt som kretsar kring farfar Simpson. Han anser att farfar är bra som en bakgrundskaraktär, men sämre då han är i centrum. Han gillar inte heller avsnittet som kretsar kring Marges mamma men avsnittet har några bra ögonblick som Barts Itchy & Scratchy-cell och seriens referens till Mandomsprovet. Bill Gibron på DVD Talk gav avsnittet betyg 4 av 5. I boken I Can't Believe It's a Bigger and Better Updated Unofficial Simpsons Guide har författarna Warren Martyn och Adrian Wood skrivit att Homers mardröm av Bart, Lisa och Maggie som vanliga barn är en höjdpunkten i avsnittet.